# Tournoi de tennis de Québec
Le tournoi de tennis de Québec, également appelé Coupe Banque Nationale, est un tournoi de tennis féminin du circuit professionnel WTA, se déroulant sur moquette et en salle, chaque automne à Québec au Canada. Le tournoi était connu sous le nom Challenge Bell de la première édition tenue en 1993 jusqu'à 2013 et devient Coupe Banque Nationale du nom du principal commanditaire, la Banque nationale du Canada à partir de 2014. Un tournoi masculin ATP, créé en 1971 et disparu en 1973, se déroulant sur dur en salle a également été organisé à Québec.
Jusqu'en 2004, le tournoi s'est déroulé au Club Avantage Multi-Sports de Québec. En 2005, il a déménagé au pavillon de l'éducation physique et des sports (PEPS) de l'Université Laval.
Le tournoi a remporté le prix du "Meilleur tournoi de la catégorie Tier III" décerné par la WTA de 1995 à 2000 ainsi qu'en 2004 et 2005.
À ce jour, seule la Néerlandaise Brenda Schultz a remporté le tournoi à deux reprises, en 1995 et 1997.
En 2019, Tennis Canada annonce que le tournoi de Québec de la WTA a été loué aux États-Unis pour trois ans, mettant donc fin à l’aventure à Québec.

## Palmarès dames

### Simple
| No | Date       | Nom et lieu du tournoi                             | Catégorie | Dotation  | Surface         | Vainqueure           | Finaliste             | Score          |         |
| -- | ---------- | -------------------------------------------------- | --------- | --------- | --------------- | -------------------- | --------------------- | -------------- | ------- |
| 1  | 01-11-1993 | Challenge Bell, Québec                             | Tier III  | 150 000 $ | Moquette (int.) | Nathalie Tauziat     | Katerina Maleeva      | 6-4, 6-1       | Tableau |
| 2  | 31-10-1994 | Challenge Bell, Québec                             | Tier III  | 150 000 $ | Moquette (int.) | Katerina Maleeva     | Brenda Schultz        | 6-3, 6-3       | Tableau |
| 3  | 30-10-1995 | Challenge Bell, Québec                             | Tier III  | 161 250 $ | Moquette (int.) | Brenda Schultz       | Dominique Monami      | 7-6, 6-2       | Tableau |
| 4  | 21-10-1996 | Challenge Bell, Québec                             | Tier III  | 164 250 $ | Moquette (int.) | Lisa Raymond         | Els Callens           | 6-4, 6-4       | Tableau |
| 5  | 20-10-1997 | Challenge Bell, Québec                             | Tier III  | 164 250 $ | Moquette (int.) | Brenda Schultz       | Dominique Monami      | 6-4, 6-7, 7-5  | Tableau |
| 6  | 26-10-1998 | Challenge Bell, Québec                             | Tier III  | 164 250 $ | Moquette (int.) | Tara Snyder          | Chanda Rubin          | 4-6, 6-4, 7-6  | Tableau |
| 7  | 01-11-1999 | Challenge Bell, Québec                             | Tier III  | 180 000 $ | Moquette (int.) | Jennifer Capriati    | Chanda Rubin          | 4-6, 6-1, 6-2  | Tableau |
| 8  | 30-10-2000 | Challenge Bell, Québec                             | Tier III  | 170 000 $ | Moquette (int.) | Chanda Rubin         | Jennifer Capriati     | 6-4, 6-2       | Tableau |
| 9  | 17-09-2001 | Challenge Bell, Québec                             | Tier III  | 170 000 $ | Moquette (int.) | Meghann Shaughnessy  | Iva Majoli            | 6-1, 6-3       | Tableau |
| 10 | 16-09-2002 | Challenge Bell, Québec                             | Tier III  | 170 000 $ | Moquette (int.) | Elena Bovina         | Marie Mikaelian       | 6-3, 6-4       | Tableau |
| 11 | 27-10-2003 | Challenge Bell, Québec                             | Tier III  | 170 000 $ | Moquette (int.) | Maria Sharapova      | Milagros Sequera      | 6-2, 0-0, ab.  | Tableau |
| 12 | 01-11-2004 | Challenge Bell, Québec                             | Tier III  | 170 000 $ | Moquette (int.) | Martina Suchá        | Abigail Spears        | 7-5, 3-6, 6-2  | Tableau |
| 13 | 31-10-2005 | Challenge Bell, Québec                             | Tier III  | 170 000 $ | Moquette (int.) | Amy Frazier          | Sofia Arvidsson       | 6-1, 7-5       | Tableau |
| 14 | 30-10-2006 | Challenge Bell, Québec                             | Tier III  | 175 000 $ | Moquette (int.) | Marion Bartoli       | Olga Puchkova         | 6-0, 6-0       | Tableau |
| 15 | 29-10-2007 | Challenge Bell, Québec                             | Tier III  | 175 000 $ | Moquette (int.) | Lindsay Davenport    | Julia Vakulenko       | 6-4, 6-1       | Tableau |
| 16 | 27-10-2008 | Challenge Bell, Québec                             | Tier III  | 175 000 $ | Moquette (int.) | Nadia Petrova        | Bethanie Mattek       | 4-6, 6-4, 6-1  | Tableau |
| 17 | 14-09-2009 | Challenge Bell, Québec                             | Intern'l  | 220 000 $ | Moquette (int.) | Melinda Czink        | Lucie Šafářová        | 4-6, 6-3, 7-5  | Tableau |
| 18 | 13-09-2010 | Challenge Bell, Québec                             | Intern'l  | 220 000 $ | Moquette (int.) | Tamira Paszek        | Bethanie Mattek-Sands | 7-66, 2-6, 7-5 | Tableau |
| 19 | 12-09-2011 | Challenge Bell, Québec                             | Intern'l  | 220 000 $ | Moquette (int.) | Barbora Z. Strýcová  | Marina Erakovic       | 4-6, 6-1, 6-0  | Tableau |
| 20 | 10-09-2012 | Challenge Bell, Québec                             | Intern'l  | 220 000 $ | Moquette (int.) | Kirsten Flipkens     | Lucie Hradecká        | 6-1, 7-5       | Tableau |
| 21 | 09-09-2013 | Challenge Bell, Québec                             | Intern'l  | 235 000 $ | Moquette (int.) | Lucie Šafářová       | Marina Erakovic       | 6-4, 6-3       | Tableau |
| 22 | 08-09-2014 | Coupe Banque Nationale, Québec                     | Intern'l  | 226 750 $ | Moquette (int.) | Mirjana Lučić-Baroni | Venus Williams        | 6-4, 6-3       | Tableau |
| 23 | 14-09-2015 | Coupe Banque Nationale, Québec                     | Intern'l  | 226 750 $ | Moquette (int.) | Annika Beck          | Jeļena Ostapenko      | 6-2, 6-2       | Tableau |
| 24 | 12-09-2016 | Coupe Banque Nationale présentée par Mazda, Québec | Intern'l  | 226 750 $ | Moquette (int.) | Océane Dodin         | Lauren Davis          | 6-4, 6-3       | Tableau |
| 25 | 11-09-2017 | Coupe Banque Nationale présentée par IGA, Québec   | Intern'l  | 226 750 $ | Moquette (int.) | Alison Van Uytvanck  | Tímea Babos           | 5-7, 6-4, 6-1  | Tableau |
| 26 | 10-09-2018 | Coupe Banque Nationale présentée par IGA, Québec   | Intern'l  | 226 750 $ | Moquette (int.) | Pauline Parmentier   | Jessica Pegula        | 7-5, 6-2       | Tableau |

### Double
| No | Date       | Nom et lieu du tournoi                            | Catégorie | Dotation  | Surface         | Vainqueures                           | Finalistes                                | Score              |         |
| -- | ---------- | ------------------------------------------------- | --------- | --------- | --------------- | ------------------------------------- | ----------------------------------------- | ------------------ | ------- |
| 1  | 01-11-1993 | Challenge Bell Québec                             | Tier III  | 150 000 $ | Moquette (int.) | Katrina Adams Manon Bollegraf         | Katerina Maleeva Nathalie Tauziat         | 6-4, 6-4           | Tableau |
| 2  | 31-10-1994 | Challenge Bell Québec                             | Tier III  | 150 000 $ | Moquette (int.) | Elna Reinach Nathalie Tauziat         | Linda Wild Chanda Rubin                   | 6-4, 6-3           | Tableau |
| 3  | 30-10-1995 | Challenge Bell Québec                             | Tier III  | 161 250 $ | Moquette (int.) | Nicole Arendt Manon Bollegraf         | Lisa Raymond Rennae Stubbs                | 7-6, 4-6, 6-2      | Tableau |
| 4  | 21-10-1996 | Challenge Bell Québec                             | Tier III  | 164 250 $ | Moquette (int.) | Debbie Graham Brenda Schultz          | Amy Frazier Kimberly Po                   | 6-1, 6-4           | Tableau |
| 5  | 20-10-1997 | Challenge Bell Québec                             | Tier III  | 164 250 $ | Moquette (int.) | Lisa Raymond Rennae Stubbs            | Alexandra Fusai Nathalie Tauziat          | 6-4, 5-7, 7-5      | Tableau |
| 6  | 26-10-1998 | Challenge Bell Québec                             | Tier III  | 164 250 $ | Moquette (int.) | Lori McNeil Kimberly Po               | Chanda Rubin Sandrine Testud              | 6-7, 7-5, 6-4      | Tableau |
| 7  | 01-11-1999 | Challenge Bell Québec                             | Tier III  | 180 000 $ | Moquette (int.) | Amy Frazier Katie Schlukebir          | Cara Black Debbie Graham                  | 6-2, 6-3           | Tableau |
| 8  | 30-10-2000 | Challenge Bell Québec                             | Tier III  | 170 000 $ | Moquette (int.) | Nicole Pratt Meghann Shaughnessy      | Els Callens Kimberly Po                   | 6-3, 6-4           | Tableau |
| 9  | 17-09-2001 | Challenge Bell Québec                             | Tier III  | 170 000 $ | Moquette (int.) | Samantha Reeves Adriana Serra Zanetti | Klára Koukalová Alena Vašková             | 7-5, 4-6, 6-3      | Tableau |
| 10 | 16-09-2002 | Challenge Bell Québec                             | Tier III  | 170 000 $ | Moquette (int.) | Samantha Reeves Jessica Steck         | María Emilia Salerni Fabiola Zuluaga      | 4-6, 6-3, 7-5      | Tableau |
| 11 | 27-10-2003 | Challenge Bell Québec                             | Tier III  | 170 000 $ | Moquette (int.) | Li Ting Sun Tiantian                  | Els Callens Meilen Tu                     | 6-3, 6-3           | Tableau |
| 12 | 01-11-2004 | Challenge Bell Québec                             | Tier III  | 170 000 $ | Moquette (int.) | Carly Gullickson María Emilia Salerni | Els Callens Samantha Stosur               | 7-5, 7-5           | Tableau |
| 13 | 31-10-2005 | Challenge Bell Québec                             | Tier III  | 170 000 $ | Moquette (int.) | Anastasia Rodionova Elena Vesnina     | Līga Dekmeijere Ashley Harkleroad         | 6-74, 6-4, 6-2     | Tableau |
| 14 | 30-10-2006 | Challenge Bell Québec                             | Tier III  | 175 000 $ | Moquette (int.) | Laura Granville Carly Gullickson      | Jill Craybas Alina Jidkova                | 6-3, 6-4           | Tableau |
| 15 | 29-10-2007 | Challenge Bell Québec                             | Tier III  | 175 000 $ | Moquette (int.) | Christina Fusano Raquel Kops-Jones    | Stéphanie Dubois Renata Voráčová          | 6-2, 7-66          | Tableau |
| 16 | 27-10-2008 | Challenge Bell Québec                             | Tier III  | 175 000 $ | Moquette (int.) | Anna-Lena Grönefeld Vania King        | Jill Craybas Tamarine Tanasugarn          | 7-63, 6-4          | Tableau |
| 17 | 14-09-2009 | Challenge Bell Québec                             | Intern'l  | 220 000 $ | Moquette (int.) | Vania King Barbora Z. Strýcová        | Sofia Arvidsson Séverine Beltrame         | 6-1, 6-3           | Tableau |
| 18 | 13-09-2010 | Challenge Bell Québec                             | Intern'l  | 220 000 $ | Moquette (int.) | Sofia Arvidsson Johanna Larsson       | Bethanie Mattek-Sands Barbora Z. Strýcová | 6-1, 2-6, [10-6]   | Tableau |
| 19 | 12-09-2011 | Challenge Bell Québec                             | Intern'l  | 220 000 $ | Moquette (int.) | Raquel Kops-Jones Abigail Spears      | Jamie Hampton Anna Tatishvili             | 6-1, 3-6, [10-6]   | Tableau |
| 20 | 10-09-2012 | Challenge Bell Québec                             | Intern'l  | 220 000 $ | Moquette (int.) | Tatjana Malek Kristina Mladenovic     | Alicja Rosolska Heather Watson            | 7-65, 6-76, [10-7] | Tableau |
| 21 | 09-09-2013 | Challenge Bell Québec                             | Intern'l  | 235 000 $ | Moquette (int.) | Alla Kudryavtseva Anastasia Rodionova | Andrea Hlaváčková Lucie Hradecká          | 6-4, 6-3           | Tableau |
| 22 | 08-09-2014 | Coupe Banque Nationale Québec                     | Intern'l  | 226 750 $ | Moquette (int.) | Lucie Hradecká Mirjana Lučić-Baroni   | Julia Görges Andrea Hlaváčková            | 6-3, 7-68          | Tableau |
| 23 | 14-09-2015 | Coupe Banque Nationale Québec                     | Intern'l  | 226 750 $ | Moquette (int.) | Barbora Krejčíková An-Sophie Mestach  | María Irigoyen Paula Kania                | 4-6, 6-3, [12-10]  | Tableau |
| 24 | 12-09-2016 | Coupe Banque Nationale présentée par Mazda Québec | Intern'l  | 226 750 $ | Moquette (int.) | Andrea Hlaváčková Lucie Hradecká      | Alla Kudryavtseva Alexandra Panova        | 7-62, 7-62         | Tableau |
| 25 | 11-09-2017 | Coupe Banque Nationale présentée par IGA Québec   | Intern'l  | 226 750 $ | Moquette (int.) | Tímea Babos Andrea Hlaváčková         | Bianca Andreescu Carson Branstine         | 6-3, 6-1           | Tableau |
| 26 | 10-09-2018 | Coupe Banque Nationale présentée par IGA Québec   | Intern'l  | 226 750 $ | Moquette (int.) | Asia Muhammad Maria Sanchez           | Darija Jurak Xenia Knoll                  | 6-4, 6-3           | Tableau |

## Palmarès messieurs

### Simple
| No | Date       | Nom et lieu du tournoi                   | Catégorie | Dotation | Surface    | Vainqueur     | Finaliste     | Score              |  |
| -- | ---------- | ---------------------------------------- | --------- | -------- | ---------- | ------------- | ------------- | ------------------ |  |
| 1  | 26-07-1971 | Quebec International Tennis Open, Québec |           | 50 000 $ | Dur (int.) | Tom Okker     | Rod Laver     | 6-3, 7-6, 6-7, 6-4 |  |
| 2  | 09-04-1972 | Quebec International Tennis Open, Québec |           | 50 000 $ | Dur (int.) | Marty Riessen | Rod Laver     | 7-5, 6-2, 7-5      |  |
| 3  | 01-10-1973 | Quebec International Tennis Open, Québec |           | 50 000 $ | Dur (int.) | Jimmy Connors | Marty Riessen | 6-1, 6-4, 6-7, 6-0 |  |

### Double
| No | Date       | Nom et lieu du tournoi                   | Catégorie | Dotation | Surface    | Vainqueurs                      | Finalistes                   | Score         |  |
| -- | ---------- | ---------------------------------------- | --------- | -------- | ---------- | ------------------------------- | ---------------------------- | ------------- |  |
| 1  | 26-07-1971 | Quebec International Tennis Open, Québec |           | 50 000 $ | Dur (int.) | Roy Emerson Rod Laver           | Tom Okker Marty Riessen      | 7-6, 6-2      |  |
| 2  | 09-04-1972 | Quebec International Tennis Open, Québec |           | 50 000 $ | Dur (int.) | Robert Carmichael Ray Ruffels   | Terry Addison John Alexander | 4-6, 6-3, 7-5 |  |
| 3  | 01-10-1973 | Quebec International Tennis Open, Québec |           | 50 000 $ | Dur (int.) | Robert Carmichael Frew McMillan | Jimmy Connors Marty Riessen  | 6-2, 7-6      |  |